# 2014 في ألبانيا
تحتوي هذه المقالة على أهم الأحداث التي شهدتها ألبانيا في 2014، إضافة إلى أهم الشخصيات الألبانية المتوفية في هذه السنة.

## الحكم
- رئيس الجمهورية: بوجار نيشاني.
- رئيس الوزراء: إيدي راما.

## أحداث

### أبريل
- 11 أبريل - انضمت ألبانيا إلى كل من الجبل الأسود، والنرويج، وآيسلندا ضمن قائمة الدول الداعمة للعقوبات مثل المنع من السفر وتجميد الأصول التي طالت أفرادا من روسيا بعد ضم الاتحاد الروسي للقرم.[1]

### يونيو
- يونيو - أوصت المفوضية الأوروبية بألبانيا كدولة مرشحة للانضمام إلى الاتحاد الأوروبي.[2]

### سبتمبر
- 21 سبتمبر - أقام البابا فرنسيس قُداسا في ألبانيا.[3]

### أكتوبر
- أكتوبر - تم إلغاء مباراة في كرة القدم بين ألبانيا وصربيا في بلغراد بعد مشاحنات حول كوسوفو.[2]

### نوفمبر
- نوفمبر - زار رئيس الوزراء الألباني إيدي راما بلغراد في محاولة لإصلاح العلاقات مع صربيا، لكن خلافه مع نظيره الصربي ألكسندر فوتشيتش حول كوسوفو أفشل الأمر.[2]